# Stadio Kâzım Karabekir
Lo stadio Kâzım Karabekir è un impianto sportivo situato ad Erzurum, in Turchia. La struttura fu costruita nel 1968 e dopo varie ristrutturazioni la sua capienza è stata portata agli attuali 23 700 posti a sedere.
Lo stadio è principalmente utilizzato per partite di calcio e concerti. Ospita le partite interne dell'Erzurumspor e dell'Erzurum Büyükşehir Belediyesi Spor.
Il 12 agosto 2012 lo stadio è stato sede della gara di Supercoppa di Turchia tra Galatasaray e Fenerbahçe.